# BBC Good Homes
BBC Good Homes este o revistă britanică publicată de BBC Magazines.
A fost lansată în mai 1998.
În mai 2009, BBC a vândut revista către grupul de presă Kelsey Publishing.

## BBC Good Homes în România
Revista a fost lansată și în România în decembrie 2006, sub licența Media Sport Group, companie a trustului Intact Media Group, cu o apariție lunară și distribuție națională, într-un tiraj de 17.500 de exemplare.
În mai 2009 echipa editorială era formată din 13 angajați permanenți și 5 colaboratori.